# Gongju
Gongju (Hán Việt: Công Châu), là một thành phố của tỉnh Chungcheong Nam, Hàn Quốc.

## Lịch sử

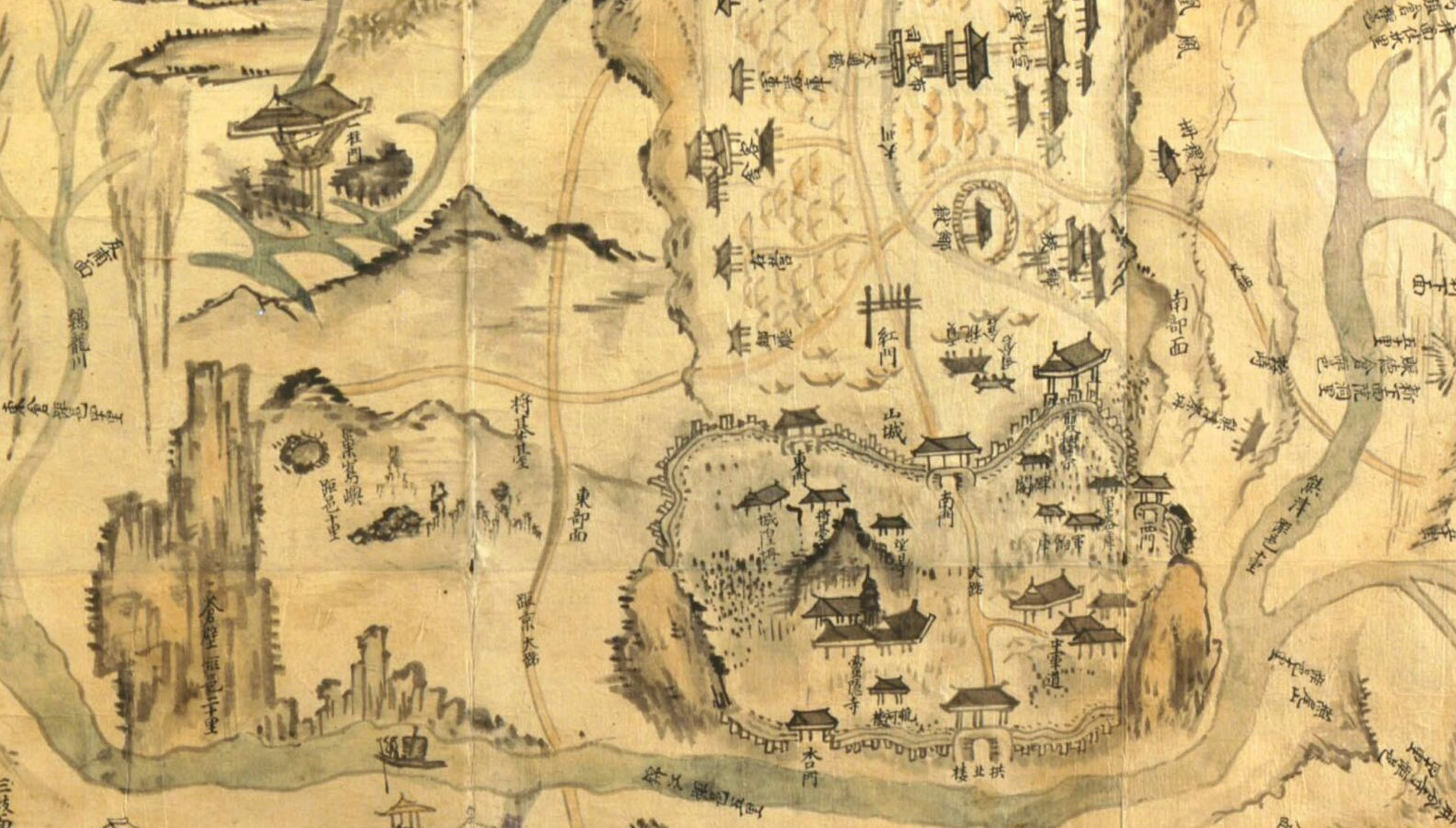
Gongju khoảng năm 1872

Gongju vốn được biết đến với tên Ungjin và là kinh đô của Bách Tế từ năm 475 đến 538 SCN. Trong thời kỳ này, Bách Tế nằm dưới sự đe dọa đến từ Cao Câu Ly. Cao Câu Ly tràn qua kinh đô trước đây là Hán Thành (Seoul ngày nay), khiến ấch Tế phải tìm một trung tâm mới.
Năm 538, Bách Tế Thánh Vương rời đô về Sabi (nay là Buyeo). Tuy nhiên, Gongju vẫn là một trung tâm quan trọng cho đến khi vương quốc sụp đổ vào năm 660.

### Thủ đô mới
Ngày 11 tháng 8 năm 2004, thủ tướng Hàn Quốc Lee Hae-chan tuyến bố rằng thủ đô sẽ chuyển từ Seoul tới Gongju (xấp xỉ 120 km về phía nam Seoul) và Yeongi bắt đầu từ năm 2007. Một địa điểm 72,91 kilômét vuông (18.020 mẫu Anh) đã được chọn để lập dự án, sẽ hoàn thành vào năm 2030. Dự kiến chính phủ và các cơ quan sẽ chuyển về thủ đô mới và có thể là cả Quốc hội và tòa án tối cao, mặc dù không có việc di dời quy mô lớn cho đến khi giai đoạn đầu của dự án được hình thành vào năm 2012.
Việc di dời này được dự kiến sẽ làm giản sự quá tải dân số và thống trị kinh tế của Seoul so với phần còn lại của đất nước và nó cũng sẽ giúp cho chính phủ thoát khỏi phạm vi hoa lực của pháo binh Bắc Triều Tiên.
Kế hoạch này làm đấy lên các tranh luận, với việc các đảng đối lập kêu gọi một cuộc trưng cầu dân ý. Một vài nhóm dân sự cũng đưa ra một yêu cầu hiến pháp và vào ngày 21 tháng 10 năm 2004, tòa án Hiến pháp ra phán quyết rằng điều luật đặc biệt để di dời thủ đô là vi hiến, đây là một việc quốc gia hệ trọng cần đến trưng cầu dân ý hay sửa đổi hiến pháp, do đó kết thúc tranh cãi. Một cuộc thăm dò cho thấy một đa số mỏng manh phản đối di chuyển thủ đô.
Tuy nhiên đến cuối năm 2004, chính phủ tuyên bố một kế hoạch khác mà theo đó Seoul sẽ vẫn là thủ đô bằng việc nhánh Hành pháp nằm tại đó, còn tất cả các cơ quan khác của chính phủ di dời về Gongju. Vấn đề này vẫn còn kéo dài và chưa được giải quyết.

## Người nổi tiếng
Những người nổi tiếng liên quan đến Gongju bao gồm: 
- YoungWoong JaeJoong - thành viên nhóm nhạc TVXQ/JYJ
- Taegoon- ca sĩ
- Choung, Woon Chan (1948 ~) - Thủ tướng Hàn Quốc (2009 ~)
- Park, Chan Ho (1973 ~) - Cầu thủ MLB (hiện chơi cho New York Yankees' Pitcher)
- Park, Seri (1977 ~) - golf thủ (LPGA Hall of Fame)
- Park, Dong Jin (1916 ~ 2003) - ca sĩ; Pansori, nhạc truyền thống Hàn Quốc